# واکنش بونزن
واکنش بونزن(به انگلیسی: Bunsen reaction) واکنشی شیمیایی است که طی آن گوگرد دی اکسید، ید و آب بایکدیگر واکنش داده و تولید هیدروژن یدید و سولفوریک اسید می‌کنند. این واکنش نخستین مرحله در چرخه گوگرد–ید بوده که برای تولید هیدروژن به کار می‌رود.
2H2O + SO2 + I2 → H2SO4 + 2HI
این واکنش به افتخار شیمیدان آلمانی روبرت بونزن نامگذاری شده است.